# Seznam slovenských hráčů v NHL v sezóně 1984/1985
Seznam slovenských hráčů v NHL v sezóně 1984/1985 uvádí slovenské hokejisty, kteří v této sezóně hráli za některý tým v kanadsko-americké NHL.

| Tým                 | Věk | Hráč           | Post | Počet zápasů ZČ | Branky ZČ | Asistence ZČ | Body ZČ | Počet zápasů v play off | Branky v play off | Asistence v play off | Body v play off |
| ------------------- | --- | -------------- | ---- | --------------- | --------- | ------------ | ------- | ----------------------- | ----------------- | -------------------- | --------------- |
| Quebec Nordiques    | 28  | Peter Šťastný  | F    | 75              | 32        | 68           | 100     | 18                      | 4                 | 19                   | 23              |
| Quebec Nordiques    | 25  | Anton Šťastný  | F    | 79              | 38        | 42           | 80      | 16                      | 3                 | 3                    | 6               |
| Toronto Maple Leafs | 27  | Peter Ihnačák  | F    | 70              | 22        | 22           | 44      | Ne                      |                   |                      |                 |
| Quebec Nordiques    | 31  | Marián Šťastný | F    | 50              | 7         | 14           | 21      | 2                       | 0                 | 0                    | 0               |

- F = Útočník